# Barney White-Spunner
Generalporočnik sir Barnabas William Benjamin White-Spunner, KCB, CBE, britanski general, * 1957.

## Življenje
Po študiju na Kolidžu Eton in Univerzi v St Andrewsu je leta 1979 vstopil v Blues and Royals. Leta 1996 je postal poveljnik Household Cavalry in v tej funkciji je bil poslan v Bosno. Leta 1998 je bil povišan v polkovnika in postal namestnik direktorja za obrambno politiko Nata; na tem položaju je ostal do leta 2001, ko je prevzel razorožitev albanskih upornikov v Makedoniji.
Leta 2002 je postal poveljnik Večnacionalne brigade Kabul in nato je leta 2003 postal načelnik združenih operacij za britanski kontingent na Bližnjem vzhodu. Položaj je zasedal dve leti, ko je bil leta 2005 imenovan za načelnika štaba Zemeljskega poveljstva (Land Command), nato pa je leta 2007 postal poveljnik 3. mehanizirane divizije. Nato je leta 2008 postal poveljnik Večnacionalne divizije (Jug-Vzhod) v Iraku in leta 2009 je postal poveljnik Poljske armade.
Leta 2002 je bil odlikovan s odlikovanjem poveljnika reda britanskega imperija (CBE), nato pa je bil leta 2011 odlikovan še kot vitez poveljnik reda kopeli (KCB).